# Prostemmiulus strigatus
Prostemmiulus strigatus är en mångfotingart som beskrevs av Loomis 1938. Prostemmiulus strigatus ingår i släktet Prostemmiulus och familjen Stemmiulidae. Inga underarter finns listade i Catalogue of Life.